# جورج براون (لاعب كرة قدم بريطاني)
جورج براون (بالإنجليزية: George Brown)‏ (7 يناير 1907 بغلاسكو في المملكة المتحدة - ) هو لاعب كرة قدم بريطاني في مركز نصف الجناح. شارك مع منتخب اسكتلندا لكرة القدم. أما مع النوادي، فقد لعب مع نادي رينجرز ورابطة كرة القدم الاسكتلندية الحادية عشر ‏.

## مسيرته الكروية
لعب جورج براون خلال مسيرته الاحترافية مع نادِ واحدٍ في أحد عشر موسمًا وسجل خلالها 22 هدفًا ضمن 299 مباراة. حيث فاز في خمسة مواسم بالكأس وفي سبعة مواسم بالدوري.
خاض جورج براون مسيرته مع نادي رينجرز في موسم 1929–30 ليلعب معه أحد عشر موسمًا، مشاركًا في 299 مباراة سجل خلالها 22 هدفًا.

## وصلات خارجية
- جورج براون على موقع الاتحاد الإسكتلندي (الإنجليزية)
- جورج براون على موقع قاعدة بيانات كرة القدم.إي يو (الإنجليزية)
- جورج براون على موقع ناشيونال فوتبول تيمز (الإنجليزية)